# Puriel
Puriel (auch Pyriel, Puruel, Pusiel, Pyruel oder Purel) ist ein Engel, der nur im apokryphen Testament Abrahams als Erzengel vorkommt, wo er als unbarmherzig und feurig beschrieben wird. Zusammen mit Dokiel ist er einer der beiden Engel, die die Seelen der in den Himmel Gekommenen prüfen.

## Puruel im Testament Abrahams
“The fiery and pitiless angel, holding the fire in his hand, is the archangel Puruel, who has power over fire, and tries the works of men through fire, and if the fire consume the work of any man, the angel of judgment immediately seizes him, and carries him away to the place of sinners, a most bitter place of punishment.”

„Der feurige und erbarmungslose Engel, das Feuer in der Hand haltend, ist der Erzengel Puruel, der die Macht über das Feuer innehat und die Werke der Menschen mit Feuer prüft, und wenn das Feuer die Arbeit eines Mannes zunichtemacht, erblickt ihn der Engel der Gerichtsbarkeit und trägt ihn hinfort zum Platz der Sünder, dem bittersten Ort der Bestrafung.“

## Name und Rezeption
Der Name Puriel wird entweder als Mischform aus altgriechisch πῦρ pyr = Feuer und hebräisch אל el = Gott gedeutet, oder alternativ – bezüglich des ersten Namensteiles – von פרענות (Pur’anut) = Unglück, Katastrophe.
Bekannt wurde er vor allem durch den Film God’s Army 3 mit Christopher Walken in der Hauptrolle, wo Puriel – hier alternativ Pyriel geschrieben – als der Engel des Genozids bezeichnet wird, der die Menschen auslöschen wird und so von den abtrünnigen Engeln als deren Messias gesehen wird.